# Marcia Euphemia
Marcia Euphemia est une impératrice romaine, femme d'Anthémius, l'empereur romain d'Occident.

## Biographie

### Famille
Marcia Euphemia est la seule fille connue de Marcien, l'empereur byzantin, qu'il a eue avec une femme inconnue. Sa belle-mère est Pulchérie, la deuxième femme de son père, une relation qui est une simple alliance politique pour établir par le mariage Marcien comme membre de la dynastie théodosienne. Comme Pulchérie a fait vœu de chasteté, le mariage n'a pas été consommé et Euphemia n'aura jamais de frères plus jeunes,.

### Mariage
Son mariage avec Anthémius est célébré vers 453. Son nouveau mari est le fils de Procope, général sous Théodose II. Ils eurent cinq enfants : une fille, Alypia, et quatre fils, Anthemiolus, Marcianus, Procopius Anthémius et Romulus.